# Perestrelo (família)

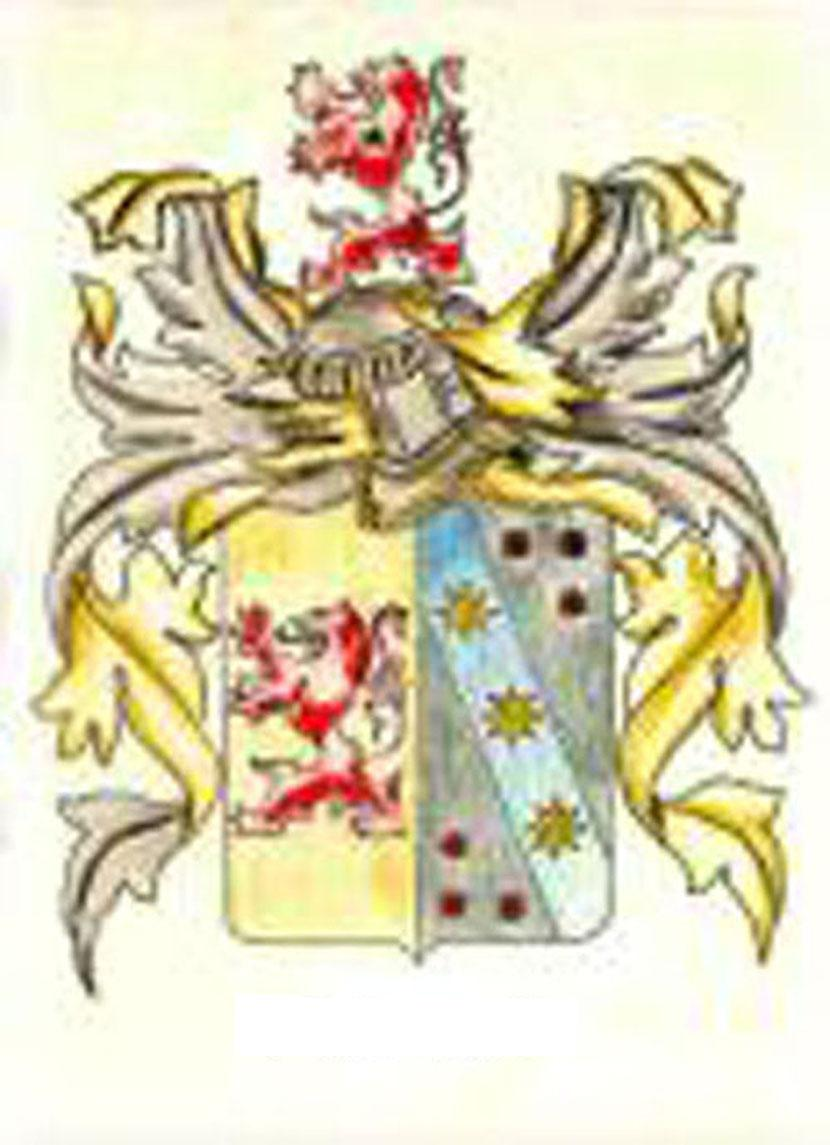
Brasão completo da família Perestrello

Os Perestrelo (na ortografia arcaica Perestrello) são uma família portuguesa de origem italiana. Antigamente esteve ligada à administração da capitania do Porto Santo.
A origem do nome Perestrelo é uma corruptela do apelido de família Pallastrelli. Por informações contidas em arquivos italianos por um livro escrito pelo conde Bernardo Pallastrelli são conhecidos os seguintes nomes da família com o nome antigo:
A respectiva numeração abaixo mostra a ordem de pai para filho, seguindo o próximo número sendo filho do anterior.
1. Guidone Pallastrelli (por volta do século XIII, o primeiro)
2. Petraccio Pallastrelli ( 1245, Console de Giustisia)
3. Gherardo Pallastrelli
4. Matteo Pallastrelli
5. Gherardo Pallastrelli

Gabriele Pallastrelli teve um filho chamado Filippo Pallastrelli nascido em 1350 na região de Placência que desembarcou em Lisboa, Portugal no final do século XIV por volta de 1383. Fillipo era um comerciante italiano e teve um filho chamado Bartolomeu Perestrello. Seu filho  se tornou cavaleiro do Infante D. João e um pouco depois do Infante D. Henrique recebendo a capitania da ilha Porto Santo e o título de 1º Senhor da Ilha de Porto Santo.
A mudança do nome Pallastrelli para Perestrelo ocorreu do filho de Fillipo Pallastrelli, nascido em Portugal, Bartolomeu Perestrelo.

## Títulos e ascensão da família
Bartolomeu Perestrelo recebeu o título de 1º Senhor da ilha de Porto Santo, sendo responsável por povoar o arquipélago da ilha da Madeira junto com João Gonçalves Zarco e Tristão Vaz Teixeira. Foi casado com Isabel Moniz e teve uma filha chamada Filipa Perestrelo Moniz. A administração de sua capitania não foi bem sucedida, sendo vendida pouco tempo depois por sua esposa. Sua filha foi casada com o vice-rei e governador do Novo Mundo Cristóvão Colombo o que lhe garantiu o direito de pertencer e frequentar a Corte Real Portuguesa. A capitania de Porto Santo volta para a família Perestrelo a partir do 3º dono, que se chamava também Bartolomeu Perestrelo e era filho de Isoa Perestrela a mulher do dono que havia comprado a capitania de Isabel Moniz. Ele recuperou o direito de administrá-la movendo uma ação para o então rei Afonso V.
Filipa Perestrelo Moniz casou-se com Cristóvão Colombo em 1479 sendo sua primeira esposa. Toda a sua família, possuía cargos de confiança próximo ao Rei D. Afonso V e funções administrativas no reino, pertencendo ao mais alto nível da corte Portuguesa.
- Visconde de São Torquato

## Brasão
O brasão da família perestrelo foi criado em Portugal e a seus moldes possuía o elmo (principal distintivo da nobreza), era entornado por paquifes das cores da família (uma espécie de pluma), dois leões que representam coragem, força, grandeza e nobreza de condição. No escudo era representado 6 rosas vermelhas e 3 sóis, simbolizando as ligações da família e virtudes que um homem deveria possuir.
Além do brasão comunente exposto em salas, havia também um documento que era criado pela corte portuguesa atestando que a família Perestrelo poderia entrar na Câmara Portuguesa.
A imagem do documento segue abaixo:

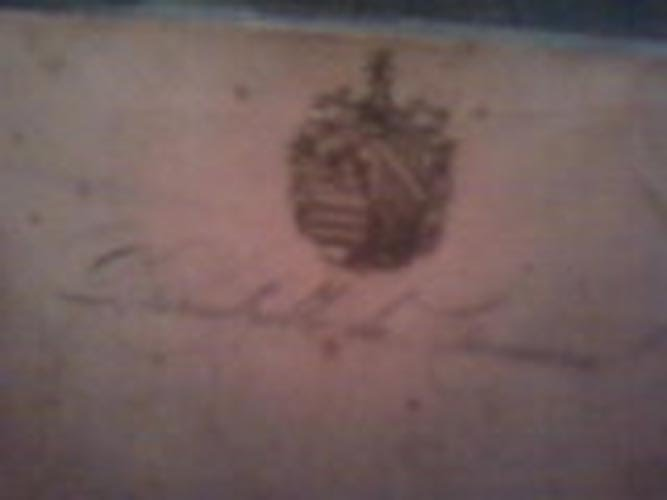
Documento para entrar na Câmara Portuguesa.

Nele vinha escrito "Perestrello da Câmara" escrito em Caneta-tinteiro.

## Perestrelos notáveis à sociedade
- Bartolomeu Perestrelo (1400-1458), 1º Senhor da ilha de Porto Santo.
- Filipa Perestrelo Moniz (1455-1485). Casada com Cristóvão Colombo.
- Rafael Perestrelo, navegador Português, primeiro a chegar na costa sul da China.
- Luís Augusto Perestrelo de Vasconcelos, 1.º visconde de São Torquato.
- Modesto Perestrelo Barros de Carvalhosa, primeiro escritor de liturgia da Igreja Presbiteriana no Brasil
- Pedro Perestrello da Câmara (1839-1937), primeiro Presbítero ordenado por Simonton em 1866, colaborador da Igreja Presbiteriana de Botafogo (Rio de Janeiro)
- Danilo Perestrello (1916-1989), fundador da Divisão de Medicina Psicossomática na primeira clínica médica da antiga Universidade do Brasil, hoje chamada de UFRJ. Hoje, é um serviço vinculado a Santa Casa de Misericórdia que conta com uma biblioteca homenageando-o em sua sede oficial.
- Diogo de Bettencourt Perestrelo[2] (1618-1680), capitão governador do Porto Santo.